# Хајдоут (Јута)
Хајдоут (енгл. Hideout) град је у америчкој савезној држави Јута.

## Демографија
По попису из 2010. године број становника је 656.
| Група             | 2000.    | 2010.       |
| Белци             | 0 (0,0%) | 142 (21,6%) |
| Афроамериканци    | 0 (0,0%) | 7 (1,1%)    |
| Азијати           | 0 (0,0%) | 3 (0,5%)    |
| Хиспаноамериканци | 0 (0,0%) | 505 (77,0%) |
| Укупно            | 0        | 656         |